# Premii ATP
Aceasta este o listă a tuturor premiilor acordate de Asociația Profesioniștilor din Tenis (ATP) jucătorilor și altora de specialitate în timpul unui anumit sezon.

## Jucătorul anului și echipa anului
Premiile Jucătorul ATP și Echipa Anului sunt acordate în prezent jucătorului și echipei care încheie anul ca numărul 1 mondial în clasamentul ATP. În anii anteriori, acest lucru nu se întâmpla așa, deoarece în 1975, 1976, 1977, 1978, 1982 și 1989, Jucătorii Anului desemnați de ATP (enumerati mai jos) nu erau nr. 1 în clasament la sfârșitul acelui an. În acei ani, numărul unu în clasamentul era deținut de Jimmy Connors (1975–78), John McEnroe (1982) și Ivan Lendl (1989). Cel mai de succes jucător de tenis din această categorie este Novak Djokovic cu 8 titluri.
| An   | Jucătorul anului   |
| ---- | ------------------ |
| 1975 | Arthur Ashe        |
| 1976 | Björn Borg         |
| 1977 | Björn Borg (2)     |
| 1978 | Björn Borg (3)     |
| 1979 | Björn Borg (4)     |
| 1980 | Björn Borg (5)     |
| 1981 | John McEnroe       |
| 1982 | Jimmy Connors      |
| 1983 | John McEnroe (2)   |
| 1984 | John McEnroe (3)   |
| 1985 | Ivan Lendl         |
| 1986 | Ivan Lendl (2)     |
| 1987 | Ivan Lendl (3)     |
| 1988 | Mats Wilander      |
| 1989 | Boris Becker       |
| 1990 | Stefan Edberg      |
| 1991 | Stefan Edberg (2)  |
| 1992 | Jim Courier        |
| 1993 | Pete Sampras       |
| 1994 | Pete Sampras (2)   |
| 1995 | Pete Sampras (3)   |
| 1996 | Pete Sampras (4)   |
| 1997 | Pete Sampras (5)   |
| 1998 | Pete Sampras (6)   |
| 1999 | Andre Agassi       |
| 2000 | Gustavo Kuerten    |
| 2001 | Lleyton Hewitt     |
| 2002 | Lleyton Hewitt (2) |
| 2003 | Andy Roddick       |
| 2004 | Roger Federer      |
| 2005 | Roger Federer (2)  |
| 2006 | Roger Federer (3)  |
| 2007 | Roger Federer (4)  |
| 2008 | Rafael Nadal       |
| 2009 | Roger Federer (5)  |
| 2010 | Rafael Nadal (2)   |
| 2011 | Novak Djokovic     |
| 2012 | Novak Djokovic (2) |
| 2013 | Rafael Nadal (3)   |
| 2014 | Novak Djokovic (3) |
| 2015 | Novak Djokovic (4) |
| 2016 | Andy Murray        |
| 2017 | Rafael Nadal (4)   |
| 2018 | Novak Djokovic (5) |
| 2019 | Rafael Nadal (5)   |
| 2020 | Novak Djokovic (6) |
| 2021 | Novak Djokovic (7) |
| 2022 | Carlos Alcaraz     |
| 2023 | Novak Djokovic (8) |

| An   | Echipa anului                                           |
| ---- | ------------------------------------------------------- |
| 1975 | Brian Gottfried & Raúl Ramírez                          |
| 1976 | Brian Gottfried (2) & Raúl Ramírez (2)                  |
| 1977 | Bob Hewitt & Frew McMillan                              |
| 1978 | Bob Hewitt (2) & Frew McMillan (2)                      |
| 1979 | Peter Fleming & John McEnroe                            |
| 1980 | Bob Lutz & Stan Smith                                   |
| 1981 | Peter Fleming (2) & John McEnroe (2)                    |
| 1982 | Sherwood Stewart & Ferdi Taygan                         |
| 1983 | Peter Fleming (3) & John McEnroe (3)                    |
| 1984 | Peter Fleming (4) & John McEnroe (4)                    |
| 1985 | Ken Flach & Robert Seguso                               |
| 1986 | Hans Gildemeister & Andrés Gómez                        |
| 1987 | Stefan Edberg & Anders Järryd                           |
| 1988 | Rick Leach & Jim Pugh                                   |
| 1989 | Rick Leach (2) & Jim Pugh (2)                           |
| 1990 | Pieter Aldrich & Danie Visser                           |
| 1991 | John Fitzgerald & Anders Järryd (2)                     |
| 1992 | Todd Woodbridge & Mark Woodforde                        |
| 1993 | Grant Connell & Patrick Galbraith                       |
| 1994 | Jacco Eltingh & Paul Haarhuis                           |
| 1995 | Todd Woodbridge (2) & Mark Woodforde (2)                |
| 1996 | Todd Woodbridge (3) & Mark Woodforde (3)                |
| 1997 | Todd Woodbridge (4) & Mark Woodforde (4)                |
| 1998 | Jacco Eltingh (2) & Paul Haarhuis (2)                   |
| 1999 | Leander Paes & Mahesh Bhupathi                          |
| 2000 | Todd Woodbridge (5) & Mark Woodforde (5) (team article) |
| 2001 | Jonas Björkman & Todd Woodbridge (6)                    |
| 2002 | Mark Knowles & Daniel Nestor                            |
| 2003 | Bob Bryan & Mike Bryan                                  |
| 2004 | Mark Knowles (2) & Daniel Nestor (2)                    |
| 2005 | Bob Bryan (2) & Mike Bryan (2)                          |
| 2006 | Bob Bryan (3) & Mike Bryan (3)                          |
| 2007 | Bob Bryan (4) & Mike Bryan (4)                          |
| 2008 | Nenad Zimonjić & Daniel Nestor (3)                      |
| 2009 | Bob Bryan (5) & Mike Bryan (5)                          |
| 2010 | Bob Bryan (6) & Mike Bryan (6)                          |
| 2011 | Bob Bryan (7) & Mike Bryan (7)                          |
| 2012 | Bob Bryan (8) & Mike Bryan (8)                          |
| 2013 | Bob Bryan (9) & Mike Bryan (9)                          |
| 2014 | Bob Bryan (10) & Mike Bryan (10) (team article)         |
| 2015 | Jean-Julien Rojer & Horia Tecău                         |
| 2016 | Jamie Murray & Bruno Soares                             |
| 2017 | Łukasz Kubot & Marcelo Melo                             |
| 2018 | Oliver Marach & Mate Pavić                              |
| 2019 | Juan Sebastián Cabal & Robert Farah                     |
| 2020 | Mate Pavić (2) & Bruno Soares (2)                       |
| 2021 | Nikola Mektić & Mate Pavić (3)                          |
| 2022 | Wesley Koolhof & Neal Skupski                           |
| 2023 | Ivan Dodig & Austin Krajicek                            |

## Antrenorul anului
Premiul Antrenorul Anului este nominalizat și votat de alți antrenori ATP. Premiul îi revine antrenorului ATP care a ajutat să-și ghideze jucătorii către un nivel mai înalt de performanță pe parcursul anului.
| An   | Antrenor                      | Jucătorul antrenorului |
| ---- | ----------------------------- | ---------------------- |
| 2016 | Magnus Norman                 | Stan Wawrinka          |
| 2017 | Neville Godwin                | Kevin Anderson         |
| 2018 | Marián Vajda                  | Novak Djoković         |
| 2019 | Gilles Cervara                | Daniil Medvedev        |
| 2020 | Fernando Vicente              | Andrei Rubliov         |
| 2021 | Facundo Lugones               | Cameron Norrie         |
| 2022 | Juan Carlos Ferrero           | Carlos Alcaraz         |
| 2023 | Darren Cahill Simone Vagnozzi | Jannik Sinner          |

## Jucătorul cu cel mai mare progres, Jucătorul cu cea mai bună revenire, Noul venit
Jucătorul care a avut cel mai mare progres - Acest premiu este votat de jucătorii ATP nominalizați. Premiul este destinat jucătorului de tenis care a atins un clasament ATP semnificativ mai ridicat până la sfârșitul anului și care a demonstrat un nivel de performanță din ce în ce mai îmbunătățit pe parcursul anului.

Premiul Noul venit al anului - Acest premiu este votat de jucătorii ATP nominalizați. Se îndreaptă către jucătorul Next Generation (jucător cu vârsta de 21 de ani și sub) care a intrat pentru prima dată în Top 100 și a avut cel mai mare impact asupra Turului ATP în timpul sezonului.  Din 2013 până în 2017, acest premiu a fost numit ATP Star of Tomorrow și a fost acordat celui mai tânăr jucător care a încheiat anul în Top 100. Dacă doi sau mai mulți jucători din Top 100 aveau același an de naștere, jucătorul cu clasarea superioară câștiga premiul.

Jucătorul cu cea mai bună revenire - Acest premiu este votat de jucătorii ATP nominalizați. Se adresează jucătorului care a depășit o accidentare gravă restabilindu-se ca unul dintre cei mai buni jucători din Turul ATP.
| Jucătorul cu cel mai mare progres | Jucătorul cu cel mai mare progres |
| --------------------------------- | --------------------------------- |
| 1973                              | Vijay Amritraj                    |
| 1974                              | Guillermo Vilas                   |
| 1975                              | Vitas Gerulaitis                  |
| 1976                              | Wojciech Fibak                    |
| 1977                              | Brian Gottfried                   |
| 1978                              | John McEnroe                      |
| 1979                              | Víctor Pecci                      |
| 1980                              | nu s-a acordat                    |
| 1981                              | Ivan Lendl                        |
| 1982                              | Peter McNamara                    |
| 1983                              | Jimmy Arias                       |
| 1984                              | nu s-a acordat                    |
| 1985                              | Boris Becker                      |
| 1986                              | Mikael Pernfors                   |
| 1987                              | Peter Lundgren                    |
| 1988                              | Andre Agassi                      |
| 1989                              | Michael Chang                     |
| 1990                              | Pete Sampras                      |
| 1991                              | Jim Courier                       |
| 1992                              | Henrik Holm                       |
| 1993                              | Todd Martin                       |
| 1994                              | Yevgeny Kafelnikov                |
| 1995                              | Thomas Enqvist                    |
| 1996                              | Tim Henman                        |
| 1997                              | Patrick Rafter                    |
| 1998                              | Andre Agassi (2)                  |
| 1999                              | Nicolás Lapentti                  |
| 2000                              | Marat Safin                       |
| 2001                              | Goran Ivanišević                  |
| 2002                              | Paradorn Srichaphan               |
| 2003                              | Rainer Schüttler                  |
| 2004                              | Joachim Johansson                 |
| 2005                              | Rafael Nadal                      |
| 2006                              | Novak Djokovic                    |
| 2007                              | Novak Djokovic (2)                |
| 2008                              | Jo-Wilfried Tsonga                |
| 2009                              | John Isner                        |
| 2010                              | Andrey Golubev                    |
| 2011                              | Alex Bogomolov, Jr.               |
| 2012                              | Marinko Matosevic                 |
| 2013                              | Pablo Carreño Busta               |
| 2014                              | Roberto Bautista Agut             |
| 2015                              | Hyeon Chung                       |
| 2016                              | Lucas Pouille                     |
| 2017                              | Denis Shapovalov                  |
| 2018                              | Stefanos Tsitsipas                |
| 2019                              | Matteo Berrettini                 |
| 2020                              | Andrei Rubliov                    |
| 2021                              | Aslan Karațev                     |
| 2022                              | Carlos Alcaraz                    |

| Noul venit al anului     | Noul venit al anului |
| ------------------------ | -------------------- |
| 1975                     | Vitas Gerulaitis     |
| 1976                     | Wojciech Fibak       |
| 1977                     | Tim Gullikson        |
| 1978                     | John McEnroe         |
| 1979                     | Vincent Van Patten   |
| 1980                     | Mel Purcell          |
| 1981                     | Tim Mayotte          |
| 1982                     | Chip Hooper          |
| 1983                     | Scott Davis          |
| 1984                     | Bob Green            |
| 1985                     | Jaime Yzaga          |
| 1986                     | Ulf Stenlund         |
| 1987                     | Richey Reneberg      |
| 1988                     | Michael Chang        |
| 1989                     | Sergi Bruguera       |
| 1990                     | Fabrice Santoro      |
| 1991                     | Byron Black          |
| 1992                     | Andriy Medvedev      |
| 1993                     | Patrick Rafter       |
| 1994                     | Albert Costa         |
| 1995                     | Mark Philippoussis   |
| 1996                     | Dominik Hrbatý       |
| 1997                     | Julián Alonso        |
| 1998                     | Marat Safin          |
| 1999                     | Juan Carlos Ferrero  |
| 2000                     | Olivier Rochus       |
| 2001                     | Andy Roddick         |
| 2002                     | Paul-Henri Mathieu   |
| 2003                     | Rafael Nadal         |
| 2004                     | Florian Mayer        |
| 2005                     | Gaël Monfils         |
| 2006                     | Benjamin Becker      |
| 2007                     | Jo-Wilfried Tsonga   |
| 2008                     | Kei Nishikori        |
| 2009                     | Horacio Zeballos     |
| 2010                     | Tobias Kamke         |
| 2011                     | Milos Raonic         |
| 2012                     | Martin Kližan        |
| ↓ ATP Star of Tomorrow ↓ |                      |
| 2013                     | Jiří Veselý          |
| 2014                     | Borna Ćorić          |
| 2015                     | Alexander Zverev     |
| 2016                     | Taylor Fritz         |
| 2017                     | Denis Shapovalov     |
| ↓ Noul venit al anului ↓ |                      |
| 2018                     | Alex de Minaur       |
| 2019                     | Jannik Sinner        |
| 2020                     | Carlos Alcaraz       |
| 2021                     | Jenson Brooksby      |
| 2022                     | Holger Rune          |

| Jucătorul cu cea mai bună revenire | Jucătorul cu cea mai bună revenire |
| ---------------------------------- | ---------------------------------- |
| 1979                               | Arthur Ashe                        |
| 1980                               | nu s-a acordat                     |
| 1981                               | Bob Lutz                           |
| 1982                               | Jeff Borowiak                      |
| 1983                               | Butch Walts                        |
| 1984                               | nu s-a acordat                     |
| 1985                               | nu s-a acordat                     |
| 1986                               | nu s-a acordat                     |
| 1987                               | nu s-a acordat                     |
| 1988                               | nu s-a acordat                     |
| 1989                               | Goran Prpić                        |
| 1990                               | Thomas Muster                      |
| 1991                               | Jimmy Connors                      |
| 1992                               | Henri Leconte                      |
| 1993                               | Mikael Pernfors                    |
| 1994                               | Guy Forget                         |
| 1995                               | Derrick Rostagno                   |
| 1996                               | Stéphane Simian                    |
| 1997                               | Sergi Bruguera                     |
| 1998                               | Younes El Aynaoui                  |
| 1999                               | Chris Woodruff                     |
| 2000                               | Sergi Bruguera (2)                 |
| 2001                               | Guillermo Cañas                    |
| 2002                               | Richard Krajicek                   |
| 2003                               | Mark Philippoussis                 |
| 2004                               | Tommy Haas                         |
| 2005                               | James Blake                        |
| 2006                               | Mardy Fish                         |
| 2007                               | Igor Andreev                       |
| 2008                               | Rainer Schüttler                   |
| 2009                               | Marco Chiudinelli                  |
| 2010                               | Robin Haase                        |
| 2011                               | Juan Martín del Potro              |
| 2012                               | Tommy Haas (2)                     |
| 2013                               | Rafael Nadal                       |
| 2014                               | David Goffin                       |
| 2015                               | Benoît Paire                       |
| 2016                               | Juan Martín del Potro (2)          |
| 2017                               | Roger Federer                      |
| 2018                               | Novak Djokovic                     |
| 2019                               | Andy Murray                        |
| 2020                               | Vasek Pospisil                     |
| 2021                               | Mackenzie McDonald                 |
| 2022                               | Borna Ćorić                        |
| 2023                               | Jan-Lennard Struff                 |

## Favoritul fanilor ATPTour.com
Premiul Favoritul fanilor ATPTour.com este votat online de fanii tenisului din primele 25 de jucători la simplu și din primele 15 echipe de dublu din clasamentul ATP, după actualizarea clasamentului în urma încheierii US Open.
| An   | Jucător            |
| ---- | ------------------ |
| 2000 | Gustavo Kuerten    |
| 2001 | Marat Safin        |
| 2002 | Marat Safin (2)    |
| 2003 | Roger Federer      |
| 2004 | Roger Federer (2)  |
| 2005 | Roger Federer (3)  |
| 2006 | Roger Federer (4)  |
| 2007 | Roger Federer (5)  |
| 2008 | Roger Federer (6)  |
| 2009 | Roger Federer (7)  |
| 2010 | Roger Federer (8)  |
| 2011 | Roger Federer (9)  |
| 2012 | Roger Federer (10) |
| 2013 | Roger Federer (11) |
| 2014 | Roger Federer (12) |
| 2015 | Roger Federer (13) |
| 2016 | Roger Federer (14) |
| 2017 | Roger Federer (15) |
| 2018 | Roger Federer (16) |
| 2019 | Roger Federer (17) |
| 2020 | Roger Federer (18) |
| 2021 | Roger Federer (19) |
| 2022 | Rafael Nadal       |
| 2023 | Jannik Sinner      |

| An   | Echipă                                |
| ---- | ------------------------------------- |
| 2005 | Bob Bryan & Mike Bryan                |
| 2006 | Bob Bryan & Mike Bryan (2)            |
| 2007 | Bob Bryan & Mike Bryan (3)            |
| 2008 | Bob Bryan & Mike Bryan (4)            |
| 2009 | Bob Bryan & Mike Bryan (5)            |
| 2010 | Bob Bryan & Mike Bryan (6)            |
| 2011 | Bob Bryan & Mike Bryan (7)            |
| 2012 | Bob Bryan & Mike Bryan (8)            |
| 2013 | Bob Bryan & Mike Bryan (9)            |
| 2014 | Bob Bryan & Mike Bryan (10)           |
| 2015 | Bob Bryan & Mike Bryan (11)           |
| 2016 | Bob Bryan & Mike Bryan (12)           |
| 2017 | Bob Bryan & Mike Bryan (13)           |
| 2018 | Mike Bryan & Jack Sock                |
| 2019 | Bob Bryan & Mike Bryan (14)           |
| 2020 | Jamie Murray & Neal Skupski           |
| 2021 | Pierre-Hugues Herbert & Nicolas Mahut |
| 2022 | Thanasi Kokkinakis & Nick Kyrgios     |
| 2023 | Karen Haceanov & Andrei Rubliov       |

## Premiul Stefan Edberg pentru spirit sportiv
Premiul Stefan Edberg pentru spirit sportiv este unic deoarece este votat de jucătorii ATP înșiși dintre cei nominalizați de ATP. Premiul îi revine jucătorului care, pe tot parcursul anului, s-a comportat la cel mai înalt nivel de profesionalism și integritate, care a concurat cu colegii săi cu cel mai mare spirit de corectitudine și care a promovat jocul prin activitățile sale în afara terenului.
| ↓ Sportivitate ATP ↓ | ↓ Sportivitate ATP ↓ |
| -------------------- | -------------------- |
| 1977                 | Arthur Ashe          |
| 1978                 | nu s-a acordat       |
| 1979                 | Stan Smith           |
| 1980                 | Jaime Fillol         |
| 1981                 | José Luis Clerc      |
| 1982                 | Steve Denton         |
| 1983                 | José Higueras        |
| 1984                 | Brian Gottfried      |
| 1985                 | Mats Wilander        |
| 1986                 | Yannick Noah         |
| 1987                 | Miloslav Mečíř       |
| 1988                 | Stefan Edberg        |
| 1989                 | Stefan Edberg (2)    |
| 1990                 | Stefan Edberg (3)    |
| 1991                 | John Fitzgerald      |
| 1992                 | Stefan Edberg (4)    |
| 1993                 | Todd Martin          |
| 1994                 | Todd Martin (2)      |
| 1995                 | Stefan Edberg (5)    |

| ↓ Stefan Edberg pentru spirit sportiv ↓ | ↓ Stefan Edberg pentru spirit sportiv ↓ |
| --------------------------------------- | --------------------------------------- |
| 1996                                    | Àlex Corretja                           |
| 1997                                    | Patrick Rafter                          |
| 1998                                    | Àlex Corretja (2)                       |
| 1999                                    | Patrick Rafter (2)                      |
| 2000                                    | Patrick Rafter (3)                      |
| 2001                                    | Patrick Rafter (4)                      |
| 2002                                    | Paradorn Srichaphan                     |
| 2003                                    | Paradorn Srichaphan (2)                 |
| 2004                                    | Roger Federer                           |
| 2005                                    | Roger Federer (2)                       |
| 2006                                    | Roger Federer (3)                       |
| 2007                                    | Roger Federer (4)                       |
| 2008                                    | Roger Federer (5)                       |
| 2009                                    | Roger Federer (6)                       |
| 2010                                    | Rafael Nadal                            |
| 2011                                    | Roger Federer (7)                       |
| 2012                                    | Roger Federer (8)                       |
| 2013                                    | Roger Federer (9)                       |
| 2014                                    | Roger Federer (10)                      |
| 2015                                    | Roger Federer (11)                      |
| 2016                                    | Roger Federer (12)                      |
| 2017                                    | Roger Federer (13)                      |
| 2018                                    | Rafael Nadal (2)                        |
| 2019                                    | Rafael Nadal (3)                        |
| 2020                                    | Rafael Nadal (4)                        |
| 2021                                    | Rafael Nadal (5)                        |
| 2022                                    | Casper Ruud                             |

## Premiul Arthur Ashe Humanitarian și Ron Bookman Media Excellence
Premiul Arthur Ashe Humanitarian - Acest premiu este oferit de ATP unei persoane, nu neapărat un jucător ATP, care a adus contribuții umanitare remarcabile.

Premiul Ron Bookman Media Excellence - Acest premiu este acordat de ATP jurnaliștilor care au adus „contribuții semnificative jocului de tenis”.
| Arthur Ashe Humanitarian Award recipients | Arthur Ashe Humanitarian Award recipients |
| ----------------------------------------- | ----------------------------------------- |
| 1983                                      | John McEnroe                              |
| 1984                                      | Alan King                                 |
| 1985                                      | Stan Smith Margie Smith                   |
| 1986                                      | Kay McEnroe                               |
| 1987                                      | Rob Finkelstein                           |
| 1988                                      | nu s-a acordat                            |
| 1989                                      | nu s-a acordat                            |
| 1990                                      | Marie-Claire Noah                         |
| 1991                                      | John O'Shea                               |
| 1992                                      | Arthur Ashe                               |
| 1993                                      | Orville Brown                             |
| 1994                                      | Paul McNamee                              |
| 1995                                      | Andre Agassi                              |
| 1996                                      | Paul Flory                                |
| 1997                                      | Nelson Mandela                            |
| 1998                                      | Patrick Rafter                            |
| 1999                                      | Mac Winker                                |
| 2000                                      | Richard Krajicek                          |
| 2001                                      | Andre Agassi (2)                          |
| 2002                                      | Amir Hadad Aisam-ul-Haq Qureshi           |
| 2003                                      | Gustavo Kuerten                           |
| 2004                                      | Andy Roddick                              |
| 2005                                      | Carlos Moyà                               |
| 2006                                      | Roger Federer                             |
| 2007                                      | Ivan Ljubičić                             |
| 2008                                      | James Blake                               |
| 2009                                      | MaliVai Washington                        |
| 2010                                      | Rohan Bopanna Aisam-ul-Haq Qureshi (2)    |
| 2011                                      | Rafael Nadal                              |
| 2012                                      | Novak Djokovic                            |
| 2013                                      | Roger Federer (2)                         |
| 2014                                      | Andy Murray                               |
| 2015                                      | Bob Bryan Mike Bryan                      |
| 2016                                      | Marin Čilić                               |
| 2017                                      | Horia Tecău                               |
| 2018                                      | Tommy Robredo                             |
| 2019                                      | Kevin Anderson                            |
| 2020                                      | Frances Tiafoe                            |
| 2021                                      | Marcus Daniell                            |
| 2022                                      | Andy Murray (2)                           |
| 2023                                      | Félix Auger-Aliassime                     |

| Ron Bookman Media Excellence Award recipients | Ron Bookman Media Excellence Award recipients |
| --------------------------------------------- | --------------------------------------------- |
| 1984                                          | Russ Adams                                    |
| 1985                                          | Robert Briner                                 |
| 1986                                          | Richard Evans                                 |
| 1987                                          | nu s-a acordat                                |
| 1988                                          | nu s-a acordat                                |
| 1989                                          | nu s-a acordat                                |
| 1990                                          | Philippe Bouin                                |
| 1991                                          | Russ Adams (2)                                |
| 1992                                          | Dan Maskell                                   |
| 1993                                          | Rino Tommasi                                  |
| 1994                                          | European Tennis Press                         |
| 1995                                          | Gianni Ciaccia                                |
| 1996                                          | Brett Haber                                   |
| 1997                                          | John Anthony Parsons                          |
| 1998                                          | Gerd Szepanski                                |
| 1999                                          | L'Équipe                                      |
| 2000                                          | Iain Carter                                   |
| 2001                                          | Christopher Clarey                            |
| 2002                                          | Pedro Hernández                               |
| 2003                                          | John Anthony Parsons (2)                      |
| 2004                                          | Tennis Channel                                |
| 2005                                          | Neil Harman                                   |
| 2006                                          | John Barrett                                  |
| 2007                                          | Bud Collins                                   |
| 2008                                          | Alan Trengove                                 |
| 2009                                          | Vincenzo Martucci                             |
| 2010                                          | L'Équipe (2)                                  |
| 2011                                          | Juan José Mateo                               |
| 2012                                          | Paul Newman                                   |
| 2013                                          | Bendou Zhang                                  |
| 2014                                          | Douglas Robson                                |
| 2015                                          | Linda Pearce                                  |
| 2016                                          | Mike Dickson                                  |
| 2017                                          | Guillermo Salatino                            |
| 2018                                          | Sue Barker                                    |
| 2019                                          | Courtney Walsh                                |
| 2020                                          | Kevin Mitchell                                |
| 2021                                          | Prajwal Hegde                                 |
| 2022                                          | Sebastián Torok                               |
| 2023                                          | L'Équipe (3)                                  |

## Turneele anului
Premiile Turneul Anului sunt votate de jucătorii ATP pentru diferitele categorii: ATP Tour Masters 1000, ATP Tour 500 și ATP Tour 250. Premiile revin turneului din categoria sa care a funcționat la cel mai înalt nivel de profesionalism și integritate și care a oferit cele mai bune condiții și atmosferă jucătorilor participanți.
| 1986 | fără turnee la nivel de masters                | Cincinnati                                     | Stuttgart                                      |                                                |                                                |                                                |                                                |                                                |                                                |                                                |                                                |                                                |                                                |                                                |                                                |
| 1987 | fără turnee la nivel de masters                | Stratton Mountain                              | Stuttgart                                      |                                                |                                                |                                                |                                                |                                                |                                                |                                                |                                                |                                                |                                                |                                                |                                                |
| 1988 | fără turnee la nivel de masters                | Indianapolis                                   | Stuttgart                                      |                                                |                                                |                                                |                                                |                                                |                                                |                                                |                                                |                                                |                                                |                                                |                                                |
| 1989 | fără turnee la nivel de masters                | Indianapolis                                   | Stuttgart                                      |                                                |                                                |                                                |                                                |                                                |                                                |                                                |                                                |                                                |                                                |                                                |                                                |
| 1990 | fără turnee la nivel de masters                | Indianapolis                                   | Memphis                                        |                                                |                                                |                                                |                                                |                                                |                                                |                                                |                                                |                                                |                                                |                                                |                                                |
| 1991 | fără turnee la nivel de masters                | Indianapolis                                   | Gstaad                                         |                                                |                                                |                                                |                                                |                                                |                                                |                                                |                                                |                                                |                                                |                                                |                                                |
| 1992 | fără turnee la nivel de masters                | Indianapolis                                   | Scottsdale                                     |                                                |                                                |                                                |                                                |                                                |                                                |                                                |                                                |                                                |                                                |                                                |                                                |
| 1993 | fără turnee la nivel de masters                | Indianapolis                                   | Scottsdale                                     |                                                |                                                |                                                |                                                |                                                |                                                |                                                |                                                |                                                |                                                |                                                |                                                |
| 1994 | fără turnee la nivel de masters                | Indianapolis                                   | Sun City                                       |                                                |                                                |                                                |                                                |                                                |                                                |                                                |                                                |                                                |                                                |                                                |                                                |
| 1995 | fără turnee la nivel de masters                | Indianapolis                                   | Tel Aviv                                       |                                                |                                                |                                                |                                                |                                                |                                                |                                                |                                                |                                                |                                                |                                                |                                                |
| 1996 | fără turnee la nivel de masters                | Indianapolis                                   | Gstaad                                         |                                                |                                                |                                                |                                                |                                                |                                                |                                                |                                                |                                                |                                                |                                                |                                                |
| 1997 | fără turnee la nivel de masters                | Indianapolis                                   | Kitzbühel                                      |                                                |                                                |                                                |                                                |                                                |                                                |                                                |                                                |                                                |                                                |                                                |                                                |
| 1998 | fără turnee la nivel de masters                | Miami                                          | Dubai                                          |                                                |                                                |                                                |                                                |                                                |                                                |                                                |                                                |                                                |                                                |                                                |                                                |
| 1999 | fără turnee la nivel de masters                | Miami                                          | Lyon & Scottsdale                              |                                                |                                                |                                                |                                                |                                                |                                                |                                                |                                                |                                                |                                                |                                                |                                                |
| 2000 | fără turnee la nivel de masters                | Miami                                          | Halle                                          |                                                |                                                |                                                |                                                |                                                |                                                |                                                |                                                |                                                |                                                |                                                |                                                |
| 2001 | Monte Carlo                                    | Indianapolis                                   | Shanghai                                       |                                                |                                                |                                                |                                                |                                                |                                                |                                                |                                                |                                                |                                                |                                                |                                                |
| 2002 | Miami                                          | Kitzbühel                                      | Båstad                                         |                                                |                                                |                                                |                                                |                                                |                                                |                                                |                                                |                                                |                                                |                                                |                                                |
| 2003 | Miami                                          | Dubai                                          | Houston & Båstad                               |                                                |                                                |                                                |                                                |                                                |                                                |                                                |                                                |                                                |                                                |                                                |                                                |
| 2004 | Miami                                          | Dubai                                          | Houston & Båstad                               |                                                |                                                |                                                |                                                |                                                |                                                |                                                |                                                |                                                |                                                |                                                |                                                |
| 2005 | Miami                                          | Dubai                                          | Båstad                                         |                                                |                                                |                                                |                                                |                                                |                                                |                                                |                                                |                                                |                                                |                                                |                                                |
| 2006 | Miami                                          | Dubai                                          | Båstad                                         |                                                |                                                |                                                |                                                |                                                |                                                |                                                |                                                |                                                |                                                |                                                |                                                |
| 2007 | Monte Carlo                                    | Acapulco                                       | Båstad                                         |                                                |                                                |                                                |                                                |                                                |                                                |                                                |                                                |                                                |                                                |                                                |                                                |
| 2008 | Miami                                          | Dubai                                          | Båstad                                         |                                                |                                                |                                                |                                                |                                                |                                                |                                                |                                                |                                                |                                                |                                                |                                                |
| 2009 | Shanghai                                       | Dubai                                          | Båstad                                         |                                                |                                                |                                                |                                                |                                                |                                                |                                                |                                                |                                                |                                                |                                                |                                                |
| 2010 | Shanghai                                       | Dubai                                          | Båstad                                         |                                                |                                                |                                                |                                                |                                                |                                                |                                                |                                                |                                                |                                                |                                                |                                                |
| 2011 | Shanghai                                       | Dubai                                          | Båstad                                         |                                                |                                                |                                                |                                                |                                                |                                                |                                                |                                                |                                                |                                                |                                                |                                                |
| 2012 | Shanghai                                       | Dubai                                          | Båstad                                         |                                                |                                                |                                                |                                                |                                                |                                                |                                                |                                                |                                                |                                                |                                                |                                                |
| 2013 | Shanghai                                       | Dubai                                          | Queen's Club                                   |                                                |                                                |                                                |                                                |                                                |                                                |                                                |                                                |                                                |                                                |                                                |                                                |
| 2014 | Indian Wells                                   | Dubai                                          | Queen's Club                                   |                                                |                                                |                                                |                                                |                                                |                                                |                                                |                                                |                                                |                                                |                                                |                                                |
| 2015 | Indian Wells                                   | Queen's Club                                   | Doha & St. Petersburg                          |                                                |                                                |                                                |                                                |                                                |                                                |                                                |                                                |                                                |                                                |                                                |                                                |
| 2016 | Indian Wells                                   | Queen's Club                                   | Stockholm & Winston-Salem                      |                                                |                                                |                                                |                                                |                                                |                                                |                                                |                                                |                                                |                                                |                                                |                                                |
| 2017 | Indian Wells                                   | Acapulco                                       | Doha                                           |                                                |                                                |                                                |                                                |                                                |                                                |                                                |                                                |                                                |                                                |                                                |                                                |
| 2018 | Indian Wells                                   | Queen's Club                                   | Stockholm                                      |                                                |                                                |                                                |                                                |                                                |                                                |                                                |                                                |                                                |                                                |                                                |                                                |
| 2019 | Indian Wells                                   | Acapulco                                       | Doha                                           |                                                |                                                |                                                |                                                |                                                |                                                |                                                |                                                |                                                |                                                |                                                |                                                |
| 2020 | Nu s-a acordat din cauza pandemiei de COVID-19 | Nu s-a acordat din cauza pandemiei de COVID-19 | Nu s-a acordat din cauza pandemiei de COVID-19 | Nu s-a acordat din cauza pandemiei de COVID-19 | Nu s-a acordat din cauza pandemiei de COVID-19 | Nu s-a acordat din cauza pandemiei de COVID-19 | Nu s-a acordat din cauza pandemiei de COVID-19 | Nu s-a acordat din cauza pandemiei de COVID-19 | Nu s-a acordat din cauza pandemiei de COVID-19 | Nu s-a acordat din cauza pandemiei de COVID-19 | Nu s-a acordat din cauza pandemiei de COVID-19 | Nu s-a acordat din cauza pandemiei de COVID-19 | Nu s-a acordat din cauza pandemiei de COVID-19 | Nu s-a acordat din cauza pandemiei de COVID-19 | Nu s-a acordat din cauza pandemiei de COVID-19 |
| 2021 | Indian Wells                                   | Vienna                                         | Doha                                           |                                                |                                                |                                                |                                                |                                                |                                                |                                                |                                                |                                                |                                                |                                                |                                                |
| 2022 | Indian Wells                                   | Queen's Club                                   | Doha                                           |                                                |                                                |                                                |                                                |                                                |                                                |                                                |                                                |                                                |                                                |                                                |                                                |